# Ambrogio Spinola
Ambrogio Spinola, Marchese de los Balbazes (født 1571 i Genua, død 25. september 1630) var en spansk general.
Han kæmpede i den spanske konges tjeneste i flere lande, men navnlig i Nederlandene. Han førte den hær, der efter en berømmelig belejring på tre år erobrede Ostende fra Moritz af Oranien (september 1604). Spinola blev derefter generalløjtnant for alle spanske tropper i Nederlandene. 2. juli 1624 tvang han Breda til overgivelse. En ved belejringen af denne by pådraget sygdom blev årsagen til hans død.